# 八坂村 (山口県)
八坂村（やさかそん）は、山口県佐波郡にあった村。現在の山口市徳地の北部、中国自動車道・徳地インターチェンジの北方一帯にあたる（同インターチェンジ自体は旧村域に含まない）。

## 地理
- 山岳 ： 石ヶ岳、高鉢山、狗留孫山、白石山、日暮ヶ岳
- 河川 ： 佐波川、引谷川、三谷川

## 歴史
- 1889年（明治22年）4月1日 - 町村制の施行により、三谷村・八坂村・引谷村・船路村の区域をもって発足。
- 1947年（昭和22年）12月4日 - 昭和天皇の戦後巡幸。村内に行幸は無かったが、農林技師が召し出されてハゲシバリによる造林の進講を行う[1]。
- 1955年（昭和30年）4月1日 - 出雲村・島地村・串村・柚野村と合併して徳地町が発足。同日八坂村廃止。